# Kościół św. Benona w Broniszewie
Kościół świętego Benona w Broniszewie – rzymskokatolicki kościół parafialny należący do parafii pod tym samym wezwaniem (dekanat ślesiński diecezji włocławskiej).
Jest to świątynia wybudowana przez księdza Jana Knorra, według projektu Konstantego Wojciechowskiego w latach 1900-1904 w stylu neogotyckim. Bryła kościoła jest oszkarpowana, z licznymi sterczynami, otworami okiennymi i drzwiowymi zamkniętymi ostrołukowo. Prezbiterium zamknięte jest wielobocznie, a nad całością góruje od strony zachodniej wieża. Wnętrze świątyni jest jednonawowe, czteroprzęsłowe, sklepione w prezbiterium gwiażdziście, natomiast w nawie, kaplicy i zakrystii są umieszczone sklepienia krzyżowo-żebrowe. Obiekt jest na bieżąco remontowany i znajduje się w dobrym stanie technicznym. W 2006 roku został przeprowadzony remont wieży i naprawiony został dach zniszczony przez wichurę.
Kościół posiada jednorodne stylistycznie (w stylu neogotyckim) i chronologicznie (powstałe na początku XX wieku) wyposażenie składające się m.in. z ołtarza głównego, ołtarzy bocznych, ołtarza w kaplicy bocznej z obrazem Matki Boskiej z Dzieciątkiem, drewnianej ambony, chrzcielnicy, konfesjonału, stalli, neogotyckich feretronów i prospektu organowego z 1932 roku. Wystrój świątyni reprezentuje polichromia wykonana w 1912 roku przez Antoniego Szulczyńskiego, pod względem formalnym i kolorystycznym typowa dla okresu Młodej Polski. Znajduje się ona na sklepieniach i ścianach prezbiterium i nawy.